# Zdeňka Čechová
Zdeňka Čechová (* 4. června 1944 v Praze) je česká výtvarnice, multimediální umělkyně, režisérka, choreografka, vysokoškolská pedagožka a publicistka. Působí též jako prezidentka Unie českých počítačových a multimediálních umělců a viceprezidentka Masarykovy akademie umění.

## Biografie
- 1968 – Absolvovala Univerzitu Karlovu v Praze, magisterský obor výtvarné umění, matematika (profesoři: Karel Lidický, Cyril Bouda, Zdeněk Sýkora, Milan Koman)
- 1980 - Obhájila doktorát filozofie v oboru výtvarné umění a estetika
- Postgraduální studium programování počítačů a možnosti využití laserů a elektronických tomografů v tvůrčí práci
- Studium počítačového komponování hudby na Univerzitě umění a designu v japonském Kjótu.

Profesionálně se věnovala využití počítačů a laserů v průmyslovém návrhářství. V mezinárodním konkurzu byla vybrána jako expert UNIDO-OSN ve Vídni, a poslána jako specialista CAD/CAM na expertní misi do Mongolska. Absolvovala studijní pobyt v Jihoafrické republice a ve Francii. Jako multimediální umělec byla pozvána do Japonska, kde dlouhodobě působila na Univerzitě umění a designu v Kjótu.
Zdeňka Čechová patří mezi přední průkopníky počítačového a multimediálního umění v České republice. S jejím jménem jsou spojeny první realizace počítačových vzorů na oděvních modelech, tapiserii, textilním panó a kobercích v Česku (díla jsou uložena ve státních sbírkách Uměleckoprůmyslového muzea v Praze). Má kolem čtyřiceti chráněných průmyslových vzorů. Od roku 1985 zorganizovala řadu celostátních a mezinárodních uměleckých prezentací počítačového a multimediálního umění u nás. Má bohatou přednáškovou a publikační činnost u nás i v zahraničí. V současné době působí jako umělec a pedagog na FEL ČVUT v Praze.

## Tvorba
Tvůrčí činnost Zdeňky Čechové jde napříč uměleckými obory - jako je kresba, malba, grafika, sochařství, design, scénografie, hudební kompozice, choreografie, režie, výtvarná teorie a publicistika. Její souborné umělecké dílo je v pravém slova smyslu multimediální. Od obrazů, přes režii, choreografii a programování hudebních, světelných a vodních show, multimediální koncerty až po virtuální realitu. V tomto směru významně přispívá k přiblížení špičkových technologií odborné i nejširší veřejnosti. Její originální umělecká tvorba je plná poezie, fantazijních vizí a filozofických zamyšlení, směřujících k celkové životní harmonii, přispívající k pozitivnímu myšlení a k duševní relaxaci.
Zdeňka Čechová je autorkou prvních uměleckých programů pro Zpívající fontánu v Mariánských Lázních, velkolepých hudebních, světelných a vodních show pro Křižíkovu fontánu v Praze, jako např. Má vlast, Vesmír, Světová klasika, Světové evergreeny, Star Voice (s japonskou zpěvačkou Yoshie Ichige).
Její multimediální dílo Contrasts of Life s vlastní hudbou a obrazovými animacemi mělo premiéru v Kjótu v roce 1993. Multimediální videoprogram Cosmos byl v roce 1994 prezentován na mezinárodním Video festivalu v Las Palmas. Multimediální dílo Bohemica - Má vlast mělo premiéru na EXPO 2000 v Hannoveru. U příležitosti "Praha - Evropské město kultury 2000", mělo premiéru multimediální dílo Prague Apotheosis v Rock Café Praha. Virtuální projekt Virtuální Praha byl prezentován v roce 2001 v Kongresovém centru Praha.
Zdeňka Čechová zrealizovala řadu multimediálních koncertů jako např. Kosmické turbulence na hudbu Karla Odstrčila a Panta Rhei na hudbu rumunské skladatelky Afrodité Katmeridu, v Janáčkově síni v Praze v roce 1997. Multimediální koncert Paralelní prostory, na hudbu Hanuše Bartoně v Lichtenštejnském paláci v Praze v roce 2003. Unikátní multimediální projekt Missa Ecumenica, na hudbu Jaromíra Vogela ve Smetanově síni Obecního domu v Praze dne 11. září 2006 k 5. výročí útoku na USA.
Z nejznámějších obrazů lze jmenovat: Poezie, Snění, Na křídlech poezie, Souboj živlů, Gemini, Ikarus, Vesmírná komunikace, Planeta Slunce.
Její výtvarná díla jsou součástí uměleckých sbírek Uměleckoprůmyslového muzea v Praze, Grafické sbírky Národní galerie v Praze, Středočeské galerie Benedikta Rejta v Lounech, Centro Dokumentazione Organizzacione Comunicazioni Visive, Parma, Itálie. Arts Book Archives, Franklin Furnace, New York, USA. Musée d'Art et d'Histoire, Genéve, Švýcarsko. Díla byla prezentována na více než sto výstavách u nás i v zahraničí.
Za svoji uměleckou činnost získala Zdeňka Čechová řadu uměleckých ocenění:
- Vítěznou cenu v Celostátní umělecké soutěži za návrh dekoru Rozmar pro nápojovou keramickou soupravu, SČVU 1981.
- Oceněni publikace Nová technika ve výtvarných oborech, za teoretický a historický přínos, SČVU 1985.
- Vítěznou cenu za soubor kreseb Computer Art - Fontána, Kometa, Svítání, Krajina, Sigma Olomouc 1988.
- Ocenění za uměleckou tvorbu, Masarykova akademie umění 1994.
- Zvláštní cenu poroty Best Czech Multimedia 1999, za multimediální CD ROM Prague Apotheosis.
- Stříbrnou cenu 4. Prague Graphic 2000, The European Triennal Competition of non-traditional and avant-garde graphics za grafiku Ikarus.
- European Grand Prize 2004 for Video Art by The European Union of Arts za multimediální videofilm Bohemica - My Country.